# 骊邑县
骊邑县，中国古县名。
秦朝置，治所在今陕西省西安市临潼区东北阴盘城。秦属内史。西汉属京兆尹。西汉高祖十年（前197年）改名新丰县。 